# Populous: The Beginning
A Populous: The Beginning a Populous című stratégiai istenszimulátor-játéksorozat harmadik része, melynek fejlesztője a Bullfrog Productions. A játék PC-s verziója 1998. november 30-án jelent meg az Electronic Arts kiadásában, melyet 1999. április 2-án a PlayStation-, és 2007-ben a PlayStation Network-változatok követtek. Ellentétben a sorozat korábbi részeivel, melyben a játékos egy isten szerepét tölti be, a The Beginning világában egy sámán irányításával kell vezetnie a törzsét, és legyőznie annak ellenségeit. A játék huszonöt küldetése során a játékos az általa irányított törzset egy naprendszer bolygóin keresztül vezeti, miközben legyőzi ellenfeleit, új mágiákra és varázslatokra tesz szert azzal a végső céllal, hogy maga a sámán az isteni létsíkra emelkedhessen.
A Populous: The Beginning volt a játéksorozat első darabja, melyben készítői 3D-s grafikát alkalmaztak. A Bullfrog fejlesztői csapata négy évet várt a Populous II megjelenése után, hogy a technikai fejlődés lehetővé tegye a sorozat általuk elképzelt és átdolgozott újabb részének elkészítését. A fejlesztők a terepviszonyok változtathatóságával és az öntevékeny „okos” falusiak bevezetésével új távlatokat szerettek volna megnyitni a sorozat számára. A játék eredeti címe The Third Coming (A harmadik eljövetel) volt, ezt azonban még az első béta-változat megjelenése előtt megváltoztatták.
A sorozat harmadik részének – az előzőekhez képest – egészen új játékstílusa vegyes kritikákat váltott ki. Az ismertetők a játék grafikáját általában pozitívan ítélték meg, míg a legtöbb vád annak mesterséges intelligenciáját, valamint a játék stílusát érte, melyben nem egyértelmű, hogy valós idejű stratégiai vagy istenszimulátor-játékot akartak-e létrehozni annak fejlesztői. A GamePro a játékot összességében jónak ítélte meg, melyből azonban hiányzik az a „tömör minőség”, ami a sorozat előző részeit jellemzi.

## Játékmenet
A játékosnak a Populous: The Beginning cselekménye során egy női sámán szerepében kell irányítania törzsét. Ellentétben a sorozat korábbi részeivel, a játékosnak itt lehetősége van, hogy közvetlenül adjon utasításokat a híveinek, így építkezésre vagy támadásra is parancsot adhat. A küldetések során a játékosnak le kell győznie az ellenséges dakini, matak és chumara törzset, hogy így átvegye a hatalmat a játék helyszínéül szolgáló naprendszerben. Az ellenséges törzseket, akikkel a játékos kezdetben csak külön-külön találja magát szembe, szintén sámánok vezetik. A legtöbb küldetés célja a pályán található összes ellenséges törzs teljes megsemmisítése, melyet gyakran csak egy meghatározott módszerrel érhet el a játékos. Ilyen lehet például valamilyen varázslat megszerzése, melyhez a törzs tagjainak egy bizonyos tereptárgy, például egy obeliszk vagy egy óriás kőfej előtt kell imádkozniuk, meghatározott létszámban és ideig. Más küldetések során azonban elég, ha a játékos számbeli fölénybe kerül az ellenséges törzzsel szemben. A játékban nincs erőforrás-gazdálkodás; az új egységek automatikusan termelődnek a házakban, az új harcosok kiképzése pedig szintén nem emészt fel semmilyen erőforrást, kivéve az újratermelődő manát, vagyis mágikus energiát. Az egyetlen erőforrásnak tekinthető anyag a fa, mely az építkezéshez szükséges.
A játék 3D-s, külső nézetű melyben a kamera állásának magassága tetszés szerint változtatható és 360°-ban forgatható. Ez lehetővé teszi a játékos számára a gyors mozgást az aktuális küldetés helyszínéül szolgáló bolygón, mely valójában valódi irányítható felület, nem pedig egy közönséges gömb. Egyes pályákon nem található harci köd, így a játékos korlátozás nélkül bármikor megfigyelheti ellenfele tevékenységét. A játékkörnyezet változása, az építkezések, valamint a csapatmozgások egyaránt valós időben láthatóak. A 3D-gyorsítás révén a játék 16 és 32 bites színminőségben is futtatható.
A játékos híveinek több típusát irányíthatja a játék során, melyek közül a harcok során mindegyik rendelkezik előnyös és hátrányos tulajdonságokkal is. Az alapegységek, vagyis a törzs képzetlen tagjai a „bátrak” (brave), akik képesek házakat, tornyokat és katonai épületeket építeni. A bátrak speciális épületekben átképezhetők más típusú egységekké. A harcosok (warrior) az alapvető katonai, közelharci egységek. A tűzharcosok (firewarrior) gyengébbek, de tűzlabdák segítségével távolsági támadásra képesek. A papok (priest) képesek az ellenséges egységek áttérítésére, valamint megakadályozni, hogy az ellenséges papok ugyanezt tegyék. A kémek (spy) észrevétlenül bejuthatnak az ellenség területére és szabotázst hajthatnak végre. A sámán maga közelharcban igen gyenge, de halála esetén korlátlan számban képes újjászületni a játék során, amíg van élő hívője. A sámán gyengesége ellenére a játék legfontosabb szereplője, mivel ő az egyetlen, aki varázslatokat képes végrehajtani, melyek között támadó és védekező típusúak egyaránt vannak. Az egyes varázslatok a játék adott szintjétől függően korlátozott vagy korlátlan számban ismételhetőek meg. Az ismételhető varázslatok használatának a sűrűségét az újratöltésük korlátozza, melyet a sámán hívőinek, vagy a törzs nagysága határoz meg. A játékban összesen huszonhat varázslat található meg, köztük például a „földhíd” (landbridge), mely megemeli a tengerfeneket és így hidat képez két földnyelv között; a „raj” (swarm), mely bogarak ezreit hívja elő, amik megzavarják a csapatokat; valamint a „tornádó”, ami nagy erejű forgószelet hoz létre, mely képes lerombolni az épületeket is.
A Populous: The Beginning többjátékos funkciója modemes, LAN vagy IPX kapcsolaton keresztül érhető el, valamint a Populous Reincarnated nevű alkalmazáson segítségével TCP/IP-n keresztül. A játék többjátékos funkciójának jobb kihasználhatósága érdekében több más, nem hivatalos szoftver is készült. A játékban egyszerre maximálisan négy játékos mérheti össze az erejét.

## A játék világa

### A helyszín
A Populous: The Beginning cselekménye egy kitalált, huszonöt bolygóból álló naprendszerben játszódik. Az itt élő népek kinézetre és kultúrájukban némileg hasonlítanak az észak-kaliforniai amerikai őslakosokéhoz. A játékban nem történik rá utalás, hogy annak eseményei a valósághoz képest a múltban vagy a jövőben játszódnak-e, és láthatóan nem is kötődnek ahhoz. A játékban található bolygók felszíne ritkán fákkal borított füves terület, vannak közöttük vulkanikus világok és olyan bolygók, melyeket szinte teljes egészében víz borít. Ezeket a bolygókat négy emberi törzs lakja, melyek az őket jelölő színek különböztetnek meg. A négy törzs a zöld matak, a sárga chumara, a vörös dakini, valamint a játékos által irányított névtelen kék. Az egyes törzsek élén egy női sámán áll, aki egyben az egyetlen látható női tagja a törzsnek. A négy törzs ellenségeskedésének az okára nem történik említés a játék során. A szervezett törzsek mellett úgynevezett „vadak” (wildmen) is előfordulnak egyes bolygókon, elsősorban a fák és vizek környékén. A vadak nem támadnak és őket sem lehet megtámadni, de a sámán „térítő” (convert) varázslata segítségével képes őket a törzs irányítása alá vonni. A sámánok által megidézett darazsakon és a halál angyalain kívül más állatok, illetve természetfeletti lények nem láthatók a bolygókon. Néhány kivételtől eltekintve, mint például a hőlégballon, vagy a papok kezében látható könyv, a Populous törzsei primitív technológiai szinten állnak; a katonák kardokkal és puszta kézzel küzdenek, az építmények pedig mind fából épülnek.

### A játék cselekménye
A Populous: The Beginning cselekménye a játéksorozat két korábban megjelent részének eseményei előtt játszódik. A játékos a kék törzset irányítja és vezeti csatába a három másik ellen a naprendszer bolygóin keresztül. A játékosnak, mint a törzs sámánjának a végzete, hogy elpusztítsa minden ellenfelét és végül mindenhatóvá váljon. A játék cselekménye a naptól legtávolabbi bolygón kezdődik és halad egyre beljebb. Az út során a sámán új varázslatokra tesz szert, melyek erősebbé teszik ellenfeleivel szemben. A győzelem érdekében a játékosnak teljesen el kell pusztítania az ellenséget, vagy néha egy különleges feladatot kell végrehajtania. A játékos vereséget szenved, ha törzsének sámánja meghal és nem maradt több követője, akik által újjászülethetne. Az ellenséges törzsek visszaszorítása után a sámán istenné válik és az utolsó ütközetben a matak, a chumara és dakini törzsek ellen már így segíti népét.

## A játék fejlesztése
A Populous: The Beginning volt a Populous-sorozat első darabja, ami teljes egészében 3D-s grafikát használt, látványvilágával kapcsolatban a játék producere, Stuart Whyte megelégedettségét fejezte ki. A játék a Creative Labs Environmental Audio-technológiáját is támogatta. A The Beginning több mint két évvel az azt megelőző Populous II után jelent meg; a fejlesztők nyilatkozata szerint azért, mert azokra a megfelelő hardverspecifikációk megjelenésére vártak, melyek lehetővé tették számukra, hogy egészen új játékot hozzanak létre, ne pedig csak újabb szinteket a sorozat előző részeihez. A The Beginning szintén a sorozat első olyan darabja volt, mely annak megalkotója, Peter Molyneux közreműködése nélkül készült el, aki időközben elhagyta a Bullfrogot és megalapította Lionhead Studios nevű vállalatát. A játék eredeti címe The Third Coming volt, de az első játszható béta-verzió bemutatása előtt, 1998 végén megváltoztatták. Alan Wright, játék projektvezetője egyszerre szerette volna hangsúlyozni a játék más irányvonalát a korábbi részekhez képest, valamint megkülönböztetni azt a hasonló játékoktól, mint például a Command & Conquer sorozat darabjaitól. Wright véleménye szerint az „okos” falusiak és a domborzati viszonyok nagymértékű formálhatósága „egy egészen új szintet adott játékmenethez, melyhez hasonló az azonos kategóriában tartozó játékokban nem találhatóak meg”. A fejlesztők a játék egyes elemeit és részleteit kényszerből voltak kénytelenek kihagyni. A „járvány” (plague) nevű varázslat, mely a sorozat korábbi részeiben is megtalálható volt, azért maradt ki a harmadik részből, mivel az túl nyomasztóan hatott. A játék zenéjét Mark Knight komponálta, aki 1997-ben csatlakozott a Bullfrog csapatához.

### Kiegészítő
A Bullfrog a The Beginning többjátékos funkciójának kiterjesztését célozva készítette el a Populous: The Beginning – Undiscovered Worlds című kiegészítést 1999-ben, melyet kizárólag az Egyesült Királyságban adtak ki. A kiegészítőben, melynek története a játék cselekményének a folytatása, tizenkét új egyjátékos és többjátékos pálya található. A játékos feladata, hogy egy új sámán segítségével békét teremtsen a naprendszerben.

## Kritikák és a játék megítélése
| Összesített értékelések       | Összesített értékelések |
| ----------------------------- | ----------------------- |
| GameRankings                  | 79,77%                  |
| Egyedi ismertetők értékelései |                         |
| IGN                           | 8,6/10                  |
| GameSpot                      | 7,5/10                  |
| GamePro                       | 4,5/5 (Editor’s Choice) |
| Edge                          | 8/10                    |

A Populous: The Beginning megjelenése után többségében pozitív megítélésben részesült. Az ismertetők különösképpen a játék 3D-s grafikáját részesítették dicséretben; Az Edge magazin ismertetőjében megjegyezte, hogy a Bullfrog korábbi fejlesztései a játékmenetet a grafikai megjelenés elé helyezték, de ez a The Beginning esetében már nem tapasztalható. A GameSpot pozitívan értékelte, ahogyan a játék merészen újragondolta a Populous-sorozatot, ellentétben a Populous II-vel, melyben csak apró módosítások történtek az első részhez képest. A Computer and Video Games egyszerűen „jobb játéknak” nevezte a sorozat eredeti darabjánál.
A játékot ért legtöbb bírálat annak bonyolult irányítását érte. Az a mesterséges intelligencia, mely lehetővé tette a törzs tagjai számára, hogy automatikusan építkezzenek és cselekedjenek negatívan befolyásolta azok irányíthatóságát egy hevesebb ütközet során. Az IGN a játék ismertetőjében, elsősorban a törzs tagjainak magas fokú automatizálása miatt, alacsonynak értékelte a The Beginning újrajátszhatóságát, még a többjátékos funkciója ellenére is. Mások a játék egyszerűségét kifogásolták, melyből hiányzik a fejlesztések lehetősége és a komolyabb erőforrás-gazdálkodás, mely révén a The Beginning úgy reked meg az istenszimulátorok és a valós idejű stratégiai játékok között, hogy egyikben sem nyújt kiemelkedő teljesítményt. Az Edge véleménye szerint ez a merev játékmenet újdonság volt a sorozatban, mely a hozzá fűzött reményekkel ellentétben nem tüzelte fel annyira a játékosokat. A PC Gamer ismertetője hasonlóképpen vélekedett, kiegészítve azzal, hogy az egymást követő küldetések „fárasztóan ismétlik önmagukat”, és hogy a játék nem éri el a sorozat előző részeinek színvonalát. A GamePro jóval engedékenyebb hangvételű kritikájában „nem rossz, hanem inkább kifejezetten jó” játékként értékelte a The Beginning-et, melyből azonban hiányzott a Populous-sorozatra jellemző „tömör minőség”.

## Külső hivatkozások
- Populous: Reincarnated (angolul)
- Populous Online (angolul)